# Dyndstar
Dynd-Star (Carex limosa) er et 10-40 cm højt halvgræs, der vokser i hængesæk og væld.

## Beskrivelse
Dynd-Star er en flerårig urt med lange udløbere. Bladene er 1-2 mm brede og i spidsen trekantede. Blomsterstanden består af et enkelt hanaks og 1-3 langstilkede, nikkende hunaks. Det nedre støtteblad er ikke omskedende.

## Udbredelse
Dynd-Star har en cirkumpolar udbredelse – den findes vidt udbredt i Nordeuropa, nordlige Sibirien og nordlige Nordamerika. I Danmark findes den sjældent i Midt- og Vestjylland og Nordsjælland. I det øvrige land er den meget sjælden.

## Habitat
Dynd-Star findes i væld eller på meget våd tørvebund (hængesæk).